# Богојци
Богојци (мкд. Богојци) су насеље у Северној Македонији, у западном делу државе. Богојци припадају општини Струга.

## Географија
Насеље Богојци је смештено у југозападном делу Северне Македоније. Од најближег града, Струге, насеље је удаљено 15 km северно.
Богојци се налазе у историјској области Средњи Дримкол, која обухвата клисураст део Црног Дрима низводно од Струге. Насеље се образовало на западним падинама планине Караорман. Надморска висина насеља је приближно 960 метара.
Клима у насељу је планинска због знатне надморске висине. 

## Становништво
Богојци су према последњем попису из 2002. године имали 170 становника. 
Већину становништва чине Албанци (98%).
Већинска вероисповест је ислам.